# Nora Leitner
Nora Leitner (* 5. Mai 2002) ist eine österreichische Handballspielerin, die bei Benfica Lissabon unter Vertrag steht.

## Vereinskarriere
Nora Leitner spielte an 2018 im Rückraum rechts und links für Hypo Niederösterreich in der Women Handball Austria, der ersten österreichischen Liga. Zuvor war sie beim Vöslauer HC aktiv. Im Mai 2025 wurde bekannt, dass Leitner zu SL Benfica wechselt.

## Auswahlmannschaften
Leitner gehört dem Kader der österreichischen Nationalmannschaft an. Sie wurde bei der Weltmeisterschaft 2021 in Spanien eingesetzt. Für die Jugendauswahl Österreichs spielte sie bei der U-17-Europameisterschaft 2019. Mit Österreich nahm sie an der Weltmeisterschaft 2023 teil und schloss das Turnier auf dem 19. Platz ab. Leitner erzielte im Turnierverlauf einen Treffer.